# Ahmed al-Šara
Ahmed Husejn al-Šara (Rijad, 29. kolovoza 1982.), poznat i pod vojničkim imenom Abu Mohammad al-Džaulani, sirijski je političar i bivši pobunjenički vojskovođa koji obnaša dužnost predsjednika Sirije od siječnja 2025. godine. Prethodno je de facto obnašao dužnost vođe Sirije od prosinca 2024. godine.
Rođen je u Rijadu u Saudijskoj Arabiji, u sirijskoj sunitskoj obitelji s Golanske visoravni, a odrastao je u sirijskom glavnom gradu Damasku. Al-Šara pridružio se al-Kaidi u Iraku neposredno prije invazije na Irak 2003. godine i borio se tri godine s iračkim gerilcima. Američke snage zarobile su ga i zatvorile od 2006. do 2011. godine. Njegovo puštanje na slobodu koincidiralo je sa Sirijskom revolucijom protiv baasističke diktature Bašara al-Asada. Al-Šara je 2012. godine uz podršku al-Kaide osnovao organizaciju Džabhat al-Nusra kako bi se borio protiv Asadovog režima u Sirijskom građanskom ratu. Kao emir Džabat al-Nusre, al-Šara je izgradio uporište u sjeverozapadnoj pokrajini Idlib. Opirao se pokušajima Abua Bakra al-Bagdadija da spoji al-Nusru s Islamskom državom, što je dovelo do oružanog sukoba između dvije skupine. Godine 2016. al-Šara je prekinuo veze al-Nusre s al-Kaidom i pokrenuo obračun s njezinim lojalistima. Od prekida s al-Qaidom, tražio je međunarodnu legitimnost predstavljajući umjereniju politiku, odričući se transnacionalnog džihadizma protiv zapadnih zemalja i usredotočujući se na upravljanje Sirijom, uz obećanje da će zaštititi sirijske manjine.
Al-Šara je 2017. spojio al-Nusru s drugim organizacijama kako bi formirao Hejat Tahrir al-Šam (HTŠ), a služio je kao njezin emir od 2017. do 2025. godine. HTŠ je uspostavio tehnokratsku administraciju poznatu kao Sirijska vlada spasa (SVS) na teritoriju koji je kontrolirao u governoratu Idlib. SVS je prikupljala poreze, pružala javne usluge i izdavala osobne iskaznice stanovnicima, iako se suočila s prosvjedima i kritikama unutar Idliba zbog autoritarnih taktika i suzbijanja neslaganja. Al-Šara je u studenom 2024. pokrenuo 11-dnevnu ofenzivu protiv Asadovog režima, koja je rezultirala brzim pobjedama u Alepu, Hami, Homsu i Damasku. Izrael je izvršio invaziju na jugozapadnu Siriju s izraelsko okupirane Golanske visoravni dok je Bašar al-Asad pobjegao u Rusiju 8. prosinca 2024.
Al-Šara je de facto bio vođa sirijske postrevolucionarne privremene vlade od 8. prosinca 2024. do 29. siječnja 2025., kada je imenovan za predsjednika Sirije na Konferenciji o pobjedi Sirijske revolucije održanoj u Predsjedničkoj palači. Kao predsjednik, al-Šara je obavio nekoliko službenih posjeta drugim zemljama i potpisao sporazum sa Sirijskim demokratskim snagama o integraciji njihovih vojnih i civilnih institucija u sirijsku državu. Igrao je ključnu ulogu u odgovoru vlade na masakre usmjerene protiv sirijskih alawita i sukobe na jugu Sirije. Potpisao je privremeni ustav kojim se uspostavlja petogodišnje prijelazno razdoblje i najavio formiranje prijelazne vlade. Časopis Time uvrstio ga je u 100 najutjecajnijih ljudi na svijetu za 2025. godinu.